# Savoia-Marchetti S.66
L'idrovolante Savoia-Marchetti S.66 rappresentò una significativa tappa nello sviluppo del trasporto aereo civile tra le due guerre mondiali.

## Storia

### Sviluppo
Il Savoia-Marchetti S.66, o anche SIAI-Marchetti S.66, risulta essere una rielaborazione del famoso e fortunato Savoia-Marchetti S.55, progettato dall'ing. Alessandro Marchetti.
Costruito dalla SIAI-Marchetti l'S.66 era un idrovolante per il trasporto passeggeri, monoplano ad ala alta, con doppia fusoliera galleggiante a catamarano.
Le due fusoliere ospitavano le cabine passeggeri, spaziose e con finiture lussuose. Le due cabine passeggeri erano tra loro comunicanti attraverso la cabina di pilotaggio, ricavata nella parte centrale dell'ala come nell'S.55, e raggiungibile attraverso una scaletta.
La struttura dell'aereo, come pure il rivestimento erano interamente in legno.
L'impennaggio, come nell'S.55, presentava tre stabilizzatori verticali ed era collegato ai galleggianti con due strutture a traliccio aperto.
La propulsione era assicurata da tre motori, ad elica spingente a quattro pale, collocati su una struttura a traliccio posta, in posizione centrale, al di sopra del piano dell'ala tra i due galleggianti.
Rispetto all'S.55, l'S.66 era molto più spazioso, capiente e imponente, con la sua apertura alare di 33 m e i suoi 3 motori allineati sopra l'ala, ma non raggiunse mai la sicurezza e l'affidabilità dell'S.55.

### Impiego operativo

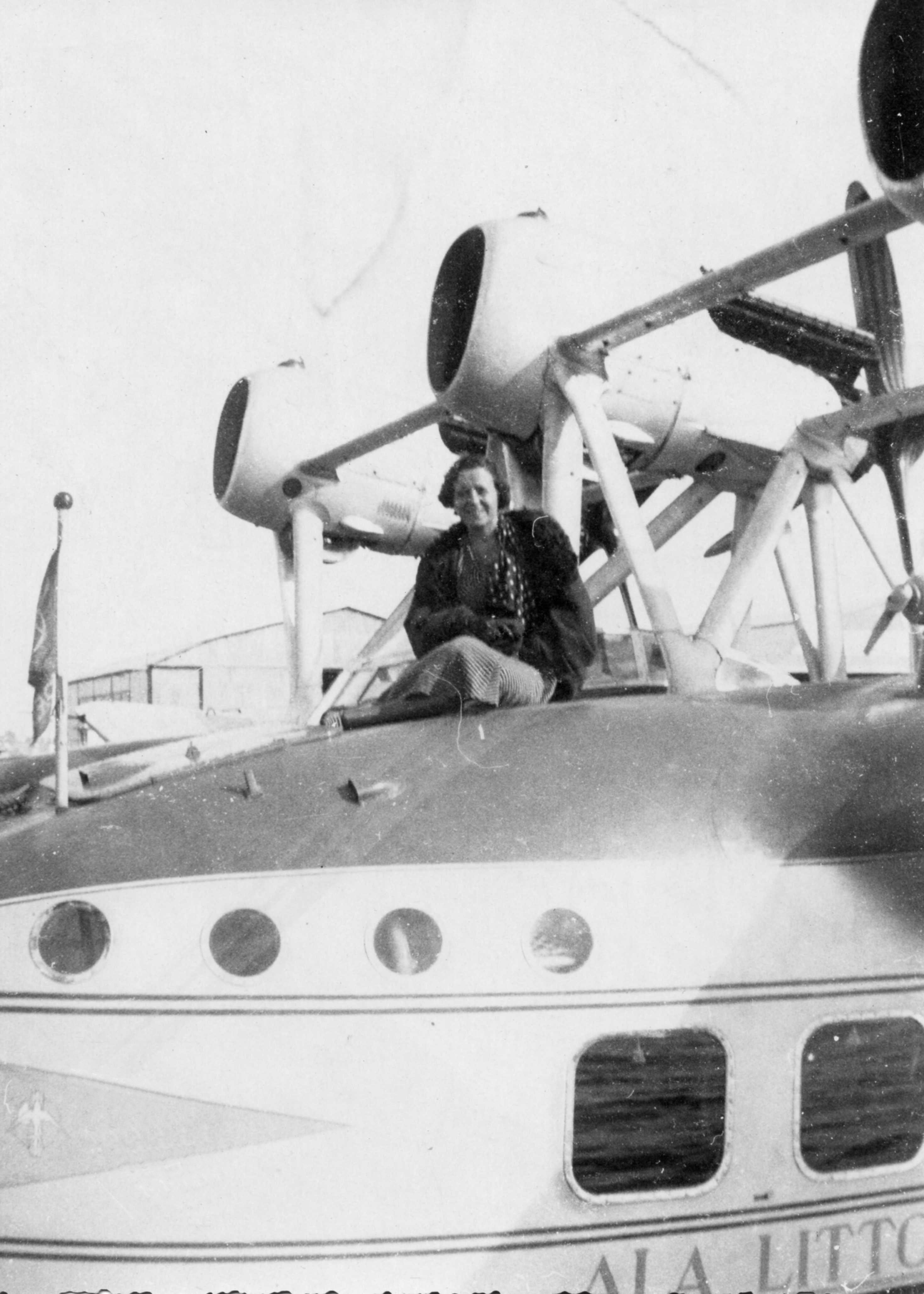
Foto ricordo di Albina Benassi, sull'ala di un S.66 dell'Ala Littoria. Sono visibili, alle spalle della passeggera, le finestrature della cabina di pilotaggio, i 3 motori con l'aerodinamica cofanatura e la pale lamellari delle eliche. Si possono apprezzare gli ampi finestrini della fusoliera galleggiante sinistra. Roma, gennaio 1938.

#### Impiego civile
Il primo sviluppo dei collegamenti aerei civili in Italia si ebbe con l'impiego di idrovolanti. La conformazione geografica dell'Italia, ricca di coste e con le principali città affacciate sul mare o su fiumi adatti all'ammaraggio, costituiva la naturale premessa all'impiego di idrovolanti soprattutto per i collegamenti con le isole e i paesi mediterranei e le colonie dell'Impero. Le principali città italiane erano infatti dotate di idroscali come Milano, Torino, Venezia, Roma e molte altre.
L'S.66, velivolo particolarmente adatto ai collegamenti su tratte marine, venne utilizzato prima dalla Società Aerea Mediterranea (S.A.M.) e successivamente dall'Ala Littoria poi affiancato dal CANT Z.506 C.
L'aereo rimase in esercizio poco più che un decennio dal 1931 al 1943.

#### Impiego militare
Il SIAI-Marchetti S.66 nacque essenzialmente per scopi commerciali; lo scoppio della seconda guerra mondiale indusse la Regia Aeronautica ad equipaggiare, dal giugno 1940, una Squadriglia di soccorso con gli ultimi esemplari di questo velivolo (613ª Squadriglia Autonoma Soccorso Aereo di Cagliari-Elmas con 5 SM 66).

## Utilizzatori

### Civili
Italia
- Società Aerea Mediterranea
- Ala Littoria

### Militari
Italia
- Regia Aeronautica

### Curiosità
Pilotando personalmente questo modello d'aereo, l'11 aprile 1935, Benito Mussolini raggiunse Stresa per partecipare alla conferenza italo-franco-inglese, convocata per condannare l'aggressione Hitleriana all'Austria.
Un esemplare di S.66 ebbe un incidente nel giugno 1933 con al comando Italo Balbo nel mentre rientrava dalla residenza di Punta Ala a Orbetello assieme ad altri due ufficiali. L'avaria di un alettone comportò l'improvvisa imbardata del velivolo appena decollato. (Fonte -La Centuria Alata- I. Balbo)

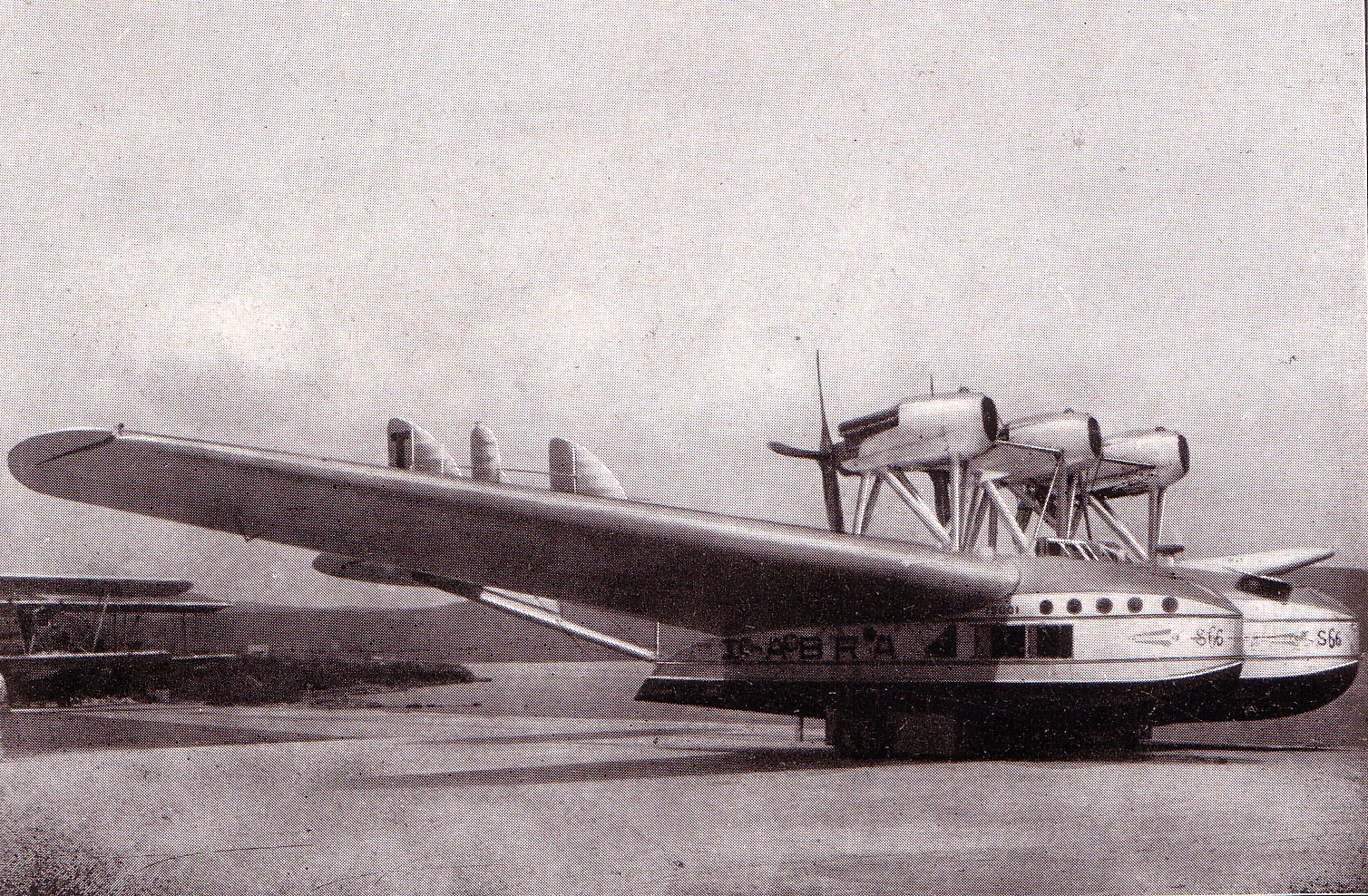
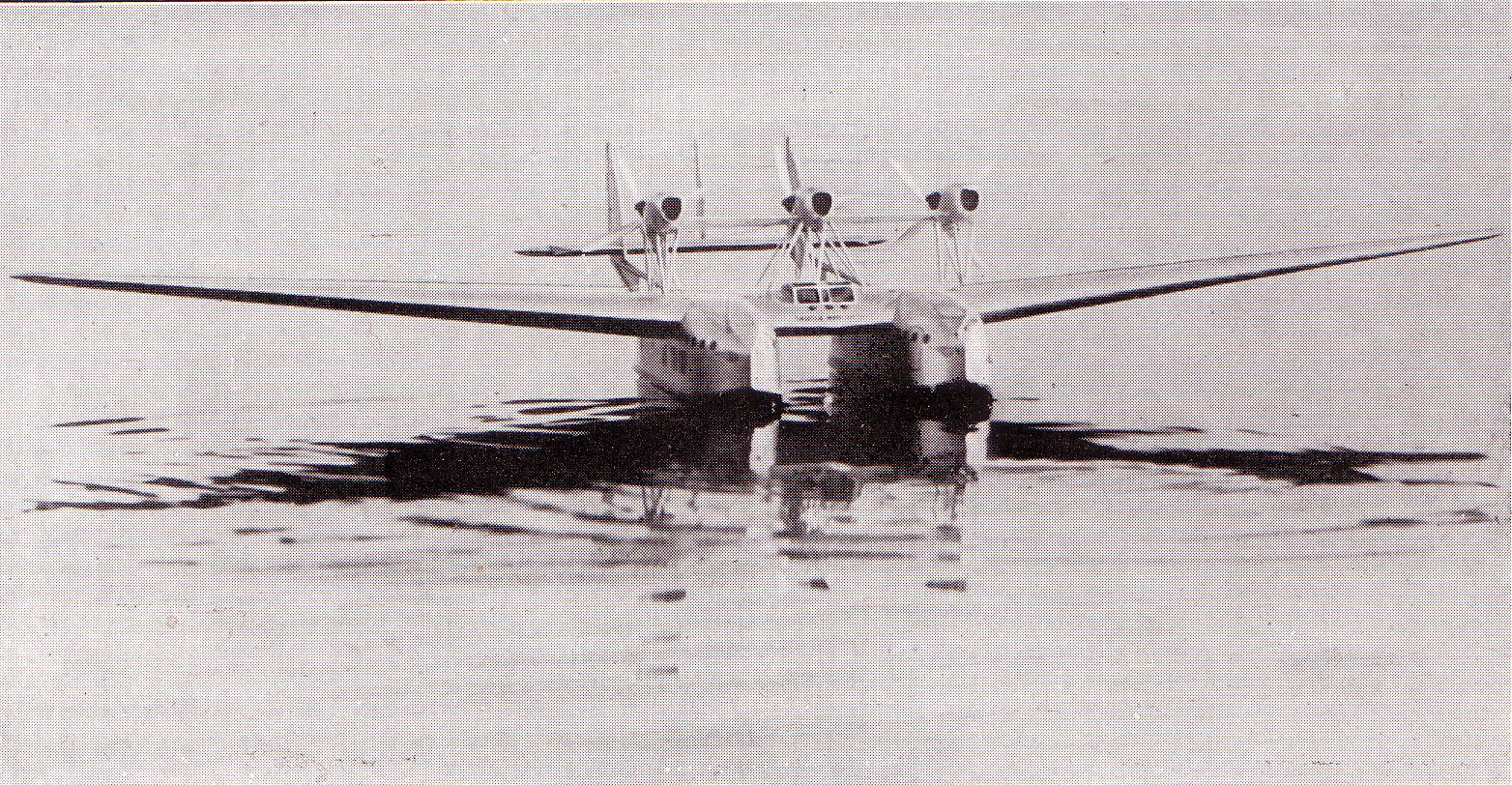
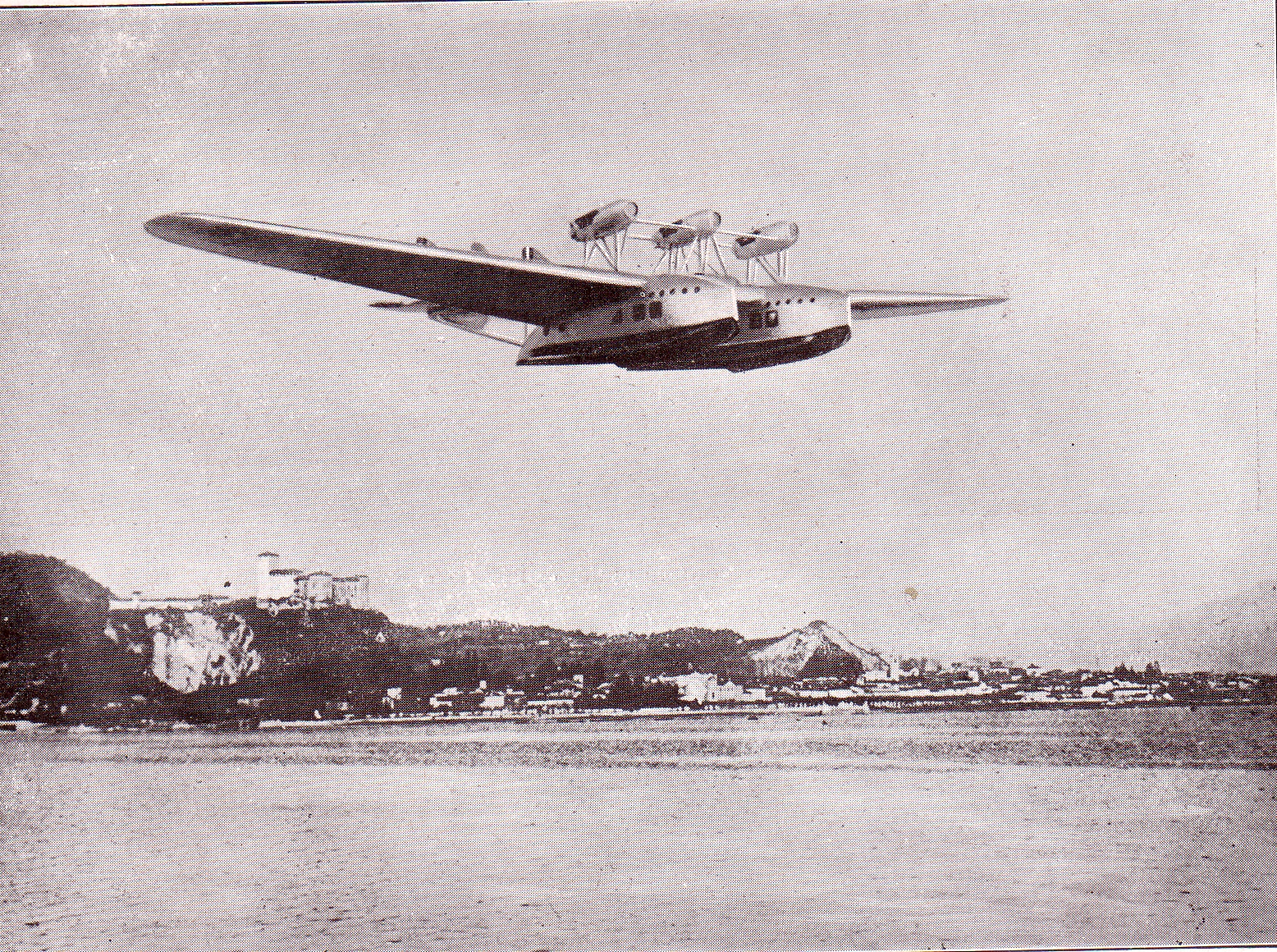